# Хроники странного королевства
«Хроники странного королевства» — цикл книг Оксаны Панкеевой, описывающий историю вымышленного королевства Ортан в вымышленном мире Дельта — одном из взаимосвязанных параллельных миров. Миры эти во многом схожи с нашим, но имеют и ряд кардинальных различий. Дельта — это мир магии и драконов.

## Сюжет

### Пересекая границы
Чудом избежав смерти, начинающий переводчик Ольга оказывается в другом мире. Жители Ортана — государства, в котором оказалась Ольга — привычны к появлению «переселенцев», существует даже специальная программа по их адаптации к новой жизни, весьма отличающейся от прежней.

### О пользе проклятий
В процессе адаптации Ольга обретает могущественных друзей и непримиримых врагов. Зависть и ревность навлекают на неё проклятие. Другое проклятие настигает в магическом поединке некоего Кантора. Третье проклятие, под воздействие которого они случайно подпадают вместе, кладёт начало романтическим отношениям чужестранки и революционера.

### Поспорить с судьбой
Принц-полуэльф видит вещий сон о самоубийстве Шеллара III - правящего короля Ортана. Можно ли изменить будущее или оно случится несмотря на все усилия магов и аналитического таланта короля-алхимика?

### Люди и призраки
Предсказания никогда не сбываются в точности, если о них узнают заранее. Но громадная инерция мирового устройства не может быть обращена вспять и в результате случается что-то среднее, неучтённое и незапланированное неосторожными вершителями судеб.

### Шёпот тёмного прошлого
Из истощённого и поражённого радиацией мира Каппа через своего ученика-демона готовит вторжение некий могущественный маг. Среди местных жителей оказываются резиденты из третьих миров. Не зная о намерениях друг друга и запутавшись во внутренних интригах, пришельцы друг другу активно мешают, а придворные маги тем временем ищут ответы в забытых тайнах.

### Рассмешить богов
Подготовленные предсказаниями принцев-эльфов, Шеллар III с союзниками готовится к очередному «спору с судьбой», но все планы рушатся. А судьбы Ольги и Кантора ещё сильней связывает очередное проклятие от общего врага.

### Путь, выбирающий нас
По совету приходящего во снах маэстро Эль Драко Ольга начинает театральную деятельность. Оставшийся в живых Кантор весьма критически оценивает состояние своего здоровья и отказывается «воскресать», чтобы не связывать Ольгу с калекой. Однако, вылечившись, он понимает, что к нему вернулся Огонь Барда, и поступает в театр, где получает роль.

### Песня на двоих
Погорелый театр, совладелицей которого становится Ольга, становится местом выяснения отношений давних и непримиримых врагов. Ольга, разрываясь между ещё не угасшей прежней любовью и новой, становится причиной словесного поединка - публичного разбирательства в присутствии уважаемого и беспристрастного судьи.

### Поступь Повелителя
Технологический мир Каппы находит средство для нейтрализации магии, с помощью которых ударные силы Повелителя без труда завоевывают государство за государством.

### Дороги и сны
Верховные маги континента на безопасном от блокатора магии расстоянии начинают готовить сопротивление. Шеллар, считая себя не вправе покинуть королевство, сдаёт его без боя и становится советником оккупационных сил. И только магическая территория снов неподвластна захватчикам, и именно оттуда начинается путь к освобождению.

### Обратная сторона пути
Шеллар долго и успешно работает «в тылу врага», но в конце концов его разоблачают. Оккупационная армия теряет часть подавляющих магию устройств и несёт потери на освобожденных территориях. Маги переносят военные действия на территорию противника и устраняют Повелителя в его родном мире, а в это время за их спинами третья сила предлагает помощь оставшейся без поддержке армии завоевателей.

### Распутья

#### Том 1. Наследие Повелителя
Со смертью Повелителя рассыпается созданная им империя. Конвент Магов официально контактирует с Каппой и предлагает умирающему миру помощь. Главные герои мечутся между тремя мирами, чтобы успеть предотвратить предсказанные неприятности, а заговорщики из внешних миров переходят к отчаянным мерам.

#### Том 2. Добрые соседи
История близится к финалу. Объединённые армии громят иноземных захватчиков. Обитатели родного мира Ольги не оставляют надежд прибрать к рукам новый мир. Героев ждут новые битвы: как на уличных мостовых, так и в тиши кабинетов. И бороться им приходится не только с врагами и предателями, но и с теми, кто искренне верит, что спасает свою страну.

## Отзывы критики
Роман Оксаны Панкеевой — один из немногих примеров хорошей массовой литературы. Книга не предполагает никакой рефлексии, никакого глубинного анализа, зато обладает динамичным, лихо закрученным сюжетом, характеры персонажей яркие и выразительные, а стиль — в меру ироничный. 

По-моему можно смело поставить эти романы в один ряд с романами Макса Фрая об Ехо. Конечно, почти наверняка, кому-то они просто не понравятся, кому-то покажутся пошлыми, но мне почему-то кажется, что многим они принесут немало приятных минут и даже часов. Рекомендуется для отдыха от поисков смысла жизни — в книгах Оксаны Панкеевой его не ищут, в них просто живут.

Ничего нового Оксана Панкеева не придумывала, а вместо этого собрала с бора по сосенке, хорошенько перемешала и получила вполне симпатичную и разнообразную вселенную. А с учётом несерьёзного авторского отношения ко всему происходящему, такой мир просто не мог не прийтись по вкусу читателям. 